# Nier (computerspel)
Nier (gestileerd als NieR) is een computeractierollenspel ontwikkeld door Cavia Inc. en uitgegeven door Square Enix in 2010. Een versie van Nier was gepland voor de PlayStation Vita, maar deze werd geannuleerd.
Nier is het eerste spel in de Nier-serie, dat een spin-off van de Drakengard-spelserie is.
In Japan werd het spel uitgebracht onder de titel NieR: Gestalt voor Xbox 360 en NieR: RepliCant voor PlayStation 3.

## Plot
Voordat het spel Nier begon was er een epidemie van een ziekte genaamd "White Chlorination Syndrome", dat verspreid werd in een van de mogelijke eindes van Drakengard. Er is geen manier om mensen te genezen van White Chlorination Syndrome. Als oplossing worden de zielen, ook wel gestalts genoemd, van mensen uit het lichaam gehaald om zo de epidemie te overleven. De gestalts zouden met kunstmatige lichamen genaamd replicants herenigd kunnen worden. De replicants werden echter zelfbewust en de gestalts konden niet herenigd worden. Veel gestalts veranderden in monsters genaamd Shades.
Het spel begint in het jaar 2049 met Nier die in een post-apocalyptische stad samen met Yonah probeert te overleven, terwijl ze aangevallen worden door Shades. Hierna maakt het spel een tijdsprong naar het jaar 3364, waarin de replicant Nier een genezing zoekt voor replicant Yonah, die aan een ziekte genaamd "Black Scrawl" lijdt. Black Scrawl wordt veroorzaakt wanneer de gestalt van een replicant een shade begint te worden.
In zijn queeste ontmoet Nier verschillende figuren waaronder: een magisch boek genaamd Grimoire Weiss, een half-replicant-half-shade Kainé en Emil, een jongen die alles waar hij naar kijkt in steen laat veranderen.

## Ontvangst
In Japan werden in de eerste week ruim 12.500 exemplaren van Nier Gestalt en 60.000 exemplaren van Replicant verkocht. Aan het eind van 2010 zijn er 134.000 exemplaren van de spellen verkocht.
Nier kreeg gemengde recensies, de muziek en stemmen werden geprezen, kritiek was er op het visuele gedeelte.
| Beoordeeld door | Score        |
| --------------- | ------------ |
| Metacritic      | 68/10 (PS3)  |
| Metacritic      | 67/10 (X360) |
| IGN             | 7/10         |
| 1UP.com         | C            |
| Eurogamer       | 6/10         |
| GameSpot        | 5/10         |